# Projekt Bozen
Das Projekt Bozen (italienisch: Noi Bolzano) ist eine Bozner Bürgerliste mit ökosozialer Grundausrichtung.

## Geschichte
Projekt Bozen ist die älteste noch aktive Bürgerliste der Stadt Bozen. Anlässlich der Gemeinderatswahlen 1995 schlossen sich mehrere deutsch- und italienischsprachigen Bozner Bürgerinitiativen aus dem Umwelt- und Verkehrsbereich zusammen und gründeten die sprachgruppenübergreifende Liste. Bei der Wahl am 4. Juni 1995 wurden Evi Keifl und Rudi Benedikter in den Bozner Gemeinderat gewählt, letzterer war dort insgesamt 26 Jahre vertreten. Projekt Bozen hat bei allen Wahlen bis 2015 den jeweiligen Bürgermeisterkandidaten des Mitte-Links-Bündnisses bereits im 1. Wahlgang unterstützt, 1995–2005 Giovanni Salghetti Drioli und 2005–2015 Luigi Spagnolli. Dieser trat im September 2015 zurück. Im Frühjahr 2016 beschloss der Vorstand der Bürgerliste, bei den vorgezogenen Neuwahlen am 8. Mai 2016 Norbert Lantschner zu unterstützen. Dazu wurde mit den Bozner Grünen eine eigene Liste (Verdi-Grüne-Vërc/Projekt Bozen) ins Leben gerufen.

## Wahlergebnisse bei Gemeinderatswahlen
| Wahl        | Stimmen | %      | Sitze Gemeinderat | Sitze Stadtviertelrat |
| ----------- | ------- | ------ | ----------------- | --------------------- |
| 1995        | 1.957   | 3,31 % | 2                 | 2                     |
| 2000        | 1.160   | 2,16 % | 1                 | 2                     |
| 2005 (8.5)  | 1.005   | 1,96 % | 1                 | 2                     |
| 2005 (6.11) | 928     | 1,76 % | 1                 | 2                     |
| 2010*       | 3.241   | 6,50 % | 2                 | 2                     |
| 2015        | 935     | 2,21 % | 1                 | 1                     |
| 2016*       | 2.717   | 6,11 % | 4                 | 6                     |
| 2020*       | 3.840   | 9,2 %  | 5                 | mindestens 5+         |

'* 2010 und 2020 traten die Kandidaten von Projekt Bozen auf der Liste der Bozner Grünen an.
'* 2016 als "Verdi-Grüne-Vërc/Projekt Bozen
+ Sitze noch nicht verteilt